# Jung Dae-hyun
Jung Dae-hyun (hangul: 정대현; nascido em 28 de junho de 1993), mais frequentemente creditado apenas como Daehyun (hangul: 대현), é um cantor sul-coreano. Ele era integrante do grupo masculino B.A.P

## Biografia e carreira

### 1993–2011: Primeiros anos e início da carreira
Daehyun nasceu em Gwangju, Coreia do Sul, em 28 de junho de 1993 e tem um irmão mais velho. Ele estudou na Seokwang Elementary School, Sajik Elementary e Middle School. Aos 18 anos de idade, formou-se em Busan Computer e Science High School. Enquanto na escola, ele treinou no Nataraja Academy em Busan. Ele se juntou a TS Entertainment no verão de 2011, e foi o último membro adicionado ao grupo. Ele treinou por 6 meses antes de estrear com B.A.P

### 2012–presente: B.A.P
Em Março de 2011, a TS Entertainment deu a entender que iria estrear de uma nova boy band em 2012. Bang Yong Guk foi o primeiro membro a ser revelado no próximo boy band da TS Entertainment, com singles como "Going Crazy" e "I Remember". Em agosto de 2011, a TS Entertainment lançou o seu segundo membro, Kim HimChan e revelou que ele vai ser um mestre de cerimônias na MTV The Show. Em novembro de 2011, a TS Entertainment afirmou que vai estrear um sub-unit para a sua próxima boy band anteriormente conhecido como "TS Baby", com Bang Yong Guk e outro membro.

## Discografia

#### Extended plays
| Título        | Detalhe                                                                          | Posição nas paradas | Vendas       |
| Título        | Detalhe                                                                          | Gaon Album Chart    | Vendas       |
| ------------- | -------------------------------------------------------------------------------- | ------------------- | ------------ |
| Chapter2 "27" | - Lançamento: 5 de abril 2019 - Gravadora: Wecan Company - Formato: CD e digital | 13                  | - KOR: 4.400 |

#### Álbunssingles
| Título | Detalhe                                                                                                | Posição nas paradas | Vendas       |
| Título | Detalhe                                                                                                | Gaon Album Chart    | Vendas       |
| ------ | --- | ------------------- | ------------ |
| Aight  | - Lançamento: 11 de outubro de 2019 - Gravadoras: STX Lionheart e Genie Music - Formatos: CD e digital | 15                  | - KOR: 4.648 |